# Oriphatnus pseudileantus
Oriphatnus pseudileantus är en stekelart som först beskrevs av Heinrich 1967.  Oriphatnus pseudileantus ingår i släktet Oriphatnus och familjen brokparasitsteklar. Inga underarter finns listade i Catalogue of Life.